# François-Gabriel d’Angeac
François-Gabriel d'Angeac, né en 1708 à Plaisance, Terre-Neuve, Nouvelle-France et décédé le 9 mars 1782 à Soubise, Charente-Maritime, France, est un militaire et administrateur colonial français du XVIIIe siècle. Il est l'un des premiers gouverneurs de Saint-Pierre-et-Miquelon. On trouve parfois son nom sous les orthographes suivants : Dangeac, Danjaique et Don Jacque

## Biographie

### Origines et jeunesse
François-Gabriel d’Angeac nait en 1708 dans une famille française noble, originaire de Charente. Fils de Gabriel d’Angeac et de Marguerite Bertrand. Très jeune, il suit l'exemple de son père et il entre dans l’armée. Alors qu'il n'a que huit ans, il monte déjà la garde à Port-Dauphin (Englishtown) en Nouvelle-Écosse. En 1723, à quinze ans, il est nommé enseigne en second dans la compagnie dirigée par son père à Louisbourg, île Royale (aujourd'hui île du Cap-Breton). Le 31 décembre 1735, il épouse Geneviève, sœur de François Lefebvre de Bellefeuille, à Louisbourg, avec qui il aura sept enfants. 
Entre 1738 et 1741, puis de 1743 à 1745, il est en poste à Port-Dauphin. Au fil des promotions au sein de la Marine royale, il devient lieutenant puis commandant de cet avant-poste.

### Carrière militaire

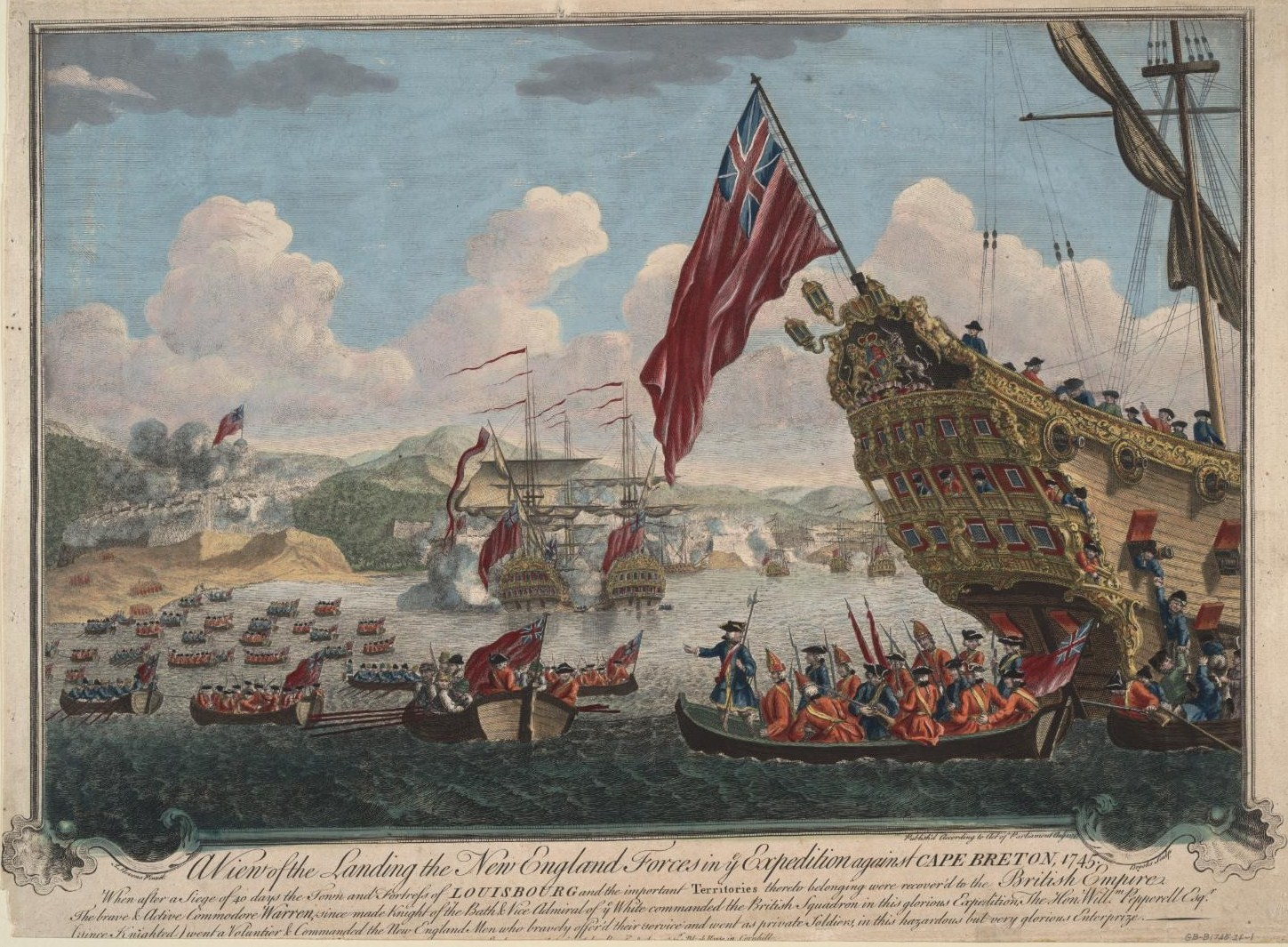
La prise de Louisbourg en 1745. Pour les colons de Nouvelle-Angleterre la forteresse française représente une menace insupportable qui doit être anéantie.

#### Commandant de Port-Dauphin
Rappelé à Louisbourg pour participer à la défense de la forteresse en 1745, d’Angeac se rend en France après la défaite. En 1746, il recrute des soldats en métropole pour les compagnies de la colonie. Promu au grade de capitaine de vaisseau en 1747, il se rend à Québec avec une partie de la garnison de l’île Royale et retourne ensuite à Louisbourg lors de la réoccupation de l’île par la France en 1749. En tant que commandant de Port-Dauphin de 1751 à 1758, il dirige la reconstruction du village. Il prend la tête du détachement qui ouvrit, selon les ordres du gouverneur Jean-Louis de Raymond, une route de Port-Toulouse (près de St Peters) à Louisbourg. D’Angeac est décoré de la croix de Saint-Louis lors d'un retour en France, en 1754. En 1758, il est blessé à la poitrine pendant le second siège de Louisbourg.

#### La bataille de la Ristigouche
De nouveau en France en 1760, d’Angeac est choisi en raison de sa bravoure, de son expérience et de sa connaissance de la région pour commander des troupes envoyées en renfort au Canada. Afin d’éviter l'affrontement avec les Anglais, le commandant de la flotte française, François Chenard de la Giraudais, cherche refuge dans l’embouchure de la rivière Ristigouche (Nouveau-Brunswick) avec trois navires de guerre. Avec 200 hommes, d’Angeac supervise la construction d’une batterie et d’un poste de garde à Pointe-à-la-Garde (Québec), ainsi que de deux batteries en amont. Le 8 juillet, les Français réussissent à endommager une partie des navires britanniques sous les ordres de John Byron. D’Angeac reste à bord de la frégate Machault, mais il est bientôt forcé de l'abandonner et de fuir avec ses hommes à travers bois.
Au cours des mois suivants, d’Angeac et ses officiers recrutent quelque 2 000 Acadiens et Indiens. Ils renforcent les défenses françaises et construisent des fours pour soulager la population locale au bord de la famine. En août 1760, certains des marins se lancent dans la guerre de course. Après la capitulation de Montréal, le major Robert Elliot est envoyé à Ristigouche pour y présenter l’ordre du gouverneur Rigaud de Vaudreuil de se rendre. Méfiant, d'Angeac fait enfermer l’officier pendant deux jours avant de se plier aux ordres. Le 30 octobre 1760, les troupes se rendirent. À son retour en France, fin 1760, il reçoit une gratification de 900 livres en reconnaissance de sa valeur.

#### Gouverneur de Saint-Pierre-et-Miquelon
Ses états de service et sa connaissance de la région de l’Atlantique nord lui valent d'être nommé, en 1763, gouverneur de la nouvelle colonie française de Saint-Pierre-et-Miquelon, avec un salaire annuel de 8 000 livres. Ces îles minuscules et dénudées, au large de la côte sud de Terre-Neuve, dont la France s’était assuré la possession grâce au traité de Paris (1763), en échange de Louisbourg, devaient servir de base à ses pêcheries. Le traité autorisait la France à construire des bâtiments sur les îles aux seules fins des pêcheries et à y poster au maximum 50 soldats pour en assurer la police.
Dès son arrivée, il constate l'inhospitalité des lieux. Dans une lettre au ministre, il écrit : « le climat n'est pas gracieux pendant les mois de mai, juin et juillet; les brumes épaisses et continuellement attachées sur nos côtes pendant ce temps nous laissent un coin très humide »
À Rochefort, d'Angeac recrute les hommes pour sa garnison et arrive à Saint-Pierre le 15 juin 1763. Cependant, il doit attendre le 4 juillet pour que le capitaine anglais Charles Douglas accepte le transfert de souveraineté du territoire, attendant que James Cook ait fini son relevé hydrographique des îles. 
Quelques Canadiens émigrent dans la nouvelle colonie mais la plupart des habitants sont d’anciens résidents de l’île Royale, parmi lesquels Antoine Morin, Alexandre-René Beaudéduit, Michel de Couagne, Philippe Leneuf de Beaubassin, Jean-Baptiste Dupleix Silvain et Antoine Rodrigue. Ces hommes jouent un rôle important dans l’établissement des pêcheries sédentaires, et d’Angeac les favorise en leur concédant des espaces de pêche.

#### L'évacuation des Acadiens de Miquelon
Les Acadiens qui affluent vers la nouvelle colonie sont pour d’Angeac source de tourment. Établis surtout sur Miquelon, ils représentent plus des deux tiers de la population en 1767, d'environ 1250 âmes sur les deux îles. Afin de favoriser l'installation des colons, d’Angeac distribue des rations aux nouveaux venus, mais les Acadiens se mettent à exiger des ressources trop importantes pour ces îles au territoire limité. Le gouvernement français, désireux de réserver ces îles à la pêche ordonne, en 1767, aux fonctionnaires coloniaux, de faire évacuer les Acadiens. Bien qu’il soit personnellement opposé à cette décision injuste, d’Angeac se plie aux ordres et fait déporter 763 Acadiens vers la France. 
D’Angeac doit également entretenir des relations avec les autorités britanniques de Terre-Neuve. Saint-Pierre-et-Miquelon manquant de bois de chauffage et de construction, les Français tentent alors de s'en procurer sur le continent. En 1765, le gouverneur de Terre-Neuve Hugh Palliser, interprétant à la lettre le traité de Paris, proteste officiellement contre ces incursions en territoire britannique ainsi que contre la présence de navires de guerre français dans la région. Les points de discorde entre les deux anciens ennemis portent également sur la pêche dans le détroit séparant les îles de Terre-Neuve. Rapportés aux autorités métropolitaines, ces incidents font l’objet de discussions entre les deux gouvernements pendant des années. Palliser reproche enfin à D’Angeac de tolérer le commerce de contrebande du poisson et des spiritueux qui avait cours entre Saint-Pierre-et-Miquelon et le continent.

### Retraite et décès
Découragé de l’état de ses relations avec Palliser, d’Angeac fait valoir son droit à prendre sa retraite en 1765, mais l’autorisation lui en est refusée. Sa santé se détériorant en raison du climat humide des îles, il demande de nouveau à être relevé, en 1769. Promu brigadier d’infanterie en 1770, il quitte Saint-Pierre-et-Miquelon pour la France le 23 octobre 1772 recommande pour successeur, son neveu, Charles-Gabriel-Sébastien de L’Espérance. 
Retiré à Soubise, en Charente-Maritime, il se voit accorder une pension de 6 000 livre. Il meurt le 9 mars 1782, à l'âge de 74 ans.